# Itaballia demophile
Itaballia demophile is een vlindersoort uit de familie Pieridae (witjes) en de onderfamilie Pierinae.
Itaballia demophile werd in 1763 beschreven door Linnaeus.